# オライオン (軽巡洋艦)
|          |                                     |
| 艦歴     |                                     |
| 発注     |                                     |
| 起工     | 1931年9月26日                       |
| 進水     | 1932年11月24日                      |
| 就役     | 1934年1月18日                       |
| 退役     | 1947年                              |
| その後   | 1949年7月19日にスクラップとして売却 |
| 除籍     |                                     |
| 性能諸元 |                                     |
| 排水量   | 基準：7,270トン、 満載：9,740トン   |
| 全長     | 554.9 ft (169.1 m)                  |
| 全幅     | 56 ft (17.1 m)                      |
| 吃水     | 19.1 ft (5.8 m)                     |
| 機関     |                                     |
| 最大速   | 32.5ノット (60 km/h)                |
| 乗員     | 550名                               |
| 兵装     |                                     |

オライオン (英語: HMS Orion, 85) は、1932年進水のイギリス海軍の軽巡洋艦。
日本語ではオリオンと表記することもある。
イギリス海軍で受け継がれてきた艦名である。
リアンダー級。多くの戦場を駆け抜けた武勲艦で、13個の戦闘名誉章 (Battle honor)を受賞された。

## 艦歴

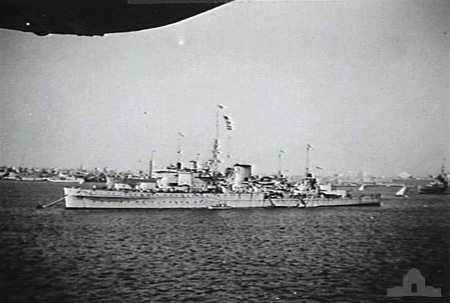
1940年に撮られたオライオン。

デヴォンポート海軍工廠で建造。
1931年（昭和6年）9月26日、起工。1932年（昭和7年）11月24日、進水。1934年（昭和9年）1月18日竣工。ジブラルタルに派遣されたり、本国艦隊に所属後、アメリカ方面に配備される。
1939年10月20日、ドイツ海軍の装甲艦（通称“ポケット戦艦”）「アドミラル・グラーフ・シュペー」が弾薬庫冷却に使われる二酸化炭素を必要としていたため、炭酸などを積んだタンカー「Emmy Friedrich」がタンピコからの出航を命じられた。この船をユカタン海峡で「オライオン」と駆逐艦「サグネイ」は遠くに視認。「Emmy Friedrich」はメキシコ湾へ引き返したものの、報告を受けた巡洋艦「カラドック」に捕捉され、10月23日に自沈した。
1940年には地中海に移動し、イタリア王国の参戦時は地中海艦隊に所属していた。
1940年6月20日、戦艦「ロレーヌ」（フランス海軍）、軽巡洋艦「シドニー」（オーストラリア海軍）、軽巡「ネプチューン」（イギリス海軍）、駆逐艦4隻と共に出撃し、21日にリビアのバルディアに艦砲射撃を行った。6月28日、MA3作戦で出撃中であった第7巡洋艦戦隊（軽巡洋艦リヴァプール、オライオン、シドニー、グロスター、ネプチューン）はイタリア駆逐艦3隻と交戦し、駆逐艦「エスペロ」を撃沈した（エスペロ船団の戦い）。
7月、カラブリア沖海戦に参加。9月4日、ハッツ作戦の帰路、軽巡洋艦「シドニー」、駆逐艦2隻と共にカルパソス島を砲撃。同月終わり、マルタへ向かう軽巡洋艦「グロスター」と「リヴァプール」護衛のため、戦艦「ウォースパイト」や「ヴァリアント」などと共に出撃。帰投途中の10月2日、シドニーとオライオンはスタンパリア島を砲撃した。10月、マルタへの船団護衛に従事する。タラント空襲の行われた日、軽巡洋艦3隻（オライオン、シドニー、エイジャックス）と駆逐艦2隻もMB8作戦の一環としてオトラント海峡に進出し、同海峡でイタリア船団を壊滅させた（オトラント海峡海戦）。ギリシャ・イタリア戦争の激化にともない、ギリシャへの兵員輸送に従事した。

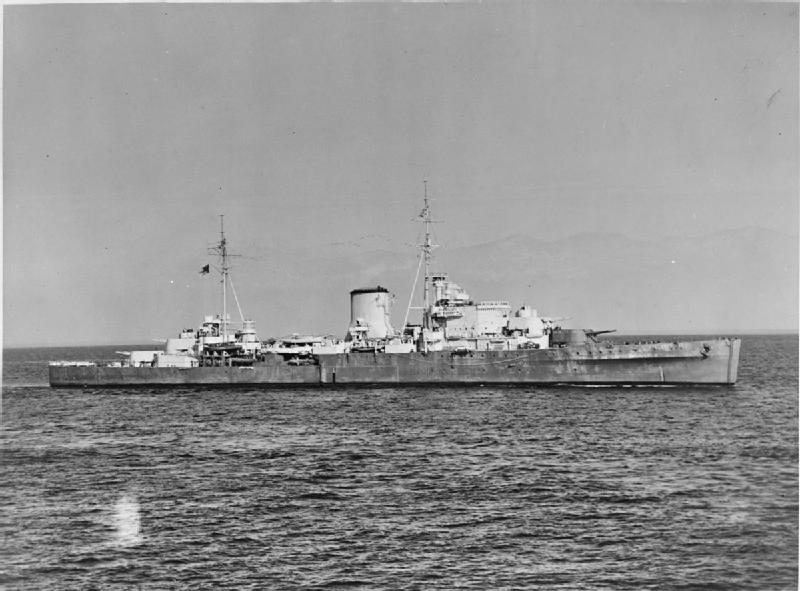
迷彩塗装されたオライオン。

1941年1月、エクセス作戦に参加。ラスター作戦に従事する。
3月下旬、マタパン岬沖海戦に参加。
4月、ギリシャからの撤退作戦（デーモン作戦）に参加。クレタ島攻防戦に従事中の5月21日、クレタ島北方でのドイツ軍侵攻船団の攻撃に参加。5月28日、クレタ島に取り残されていた連合国軍将兵を収容するため、軽任務部隊（巡洋艦エイジャックス、オライオン、ダイドー、駆逐艦6隻）がアレクサンドリアを出発して同島北岸のイラクリオンに向かった。この救援艦隊にドイツ空軍の急降下爆撃機が襲いかかり、まず軽巡1隻と駆逐艦1隻が損傷した。
イラクリオンで将兵を収容して撤退行動に移ったあとの29日、再びJu87 スツーカが襲いかかった。「オライオン」と「ダイドー」は、SｔG77 (Sturzkampfgeschwader 77) とStG 3 (Sturzkampfgeschwader 3) 所属機の攻撃で損傷した。オライオンはサイモンズタウンでの応急修理後、当時は中立国だったアメリカ合衆国にむかった。
合衆国はドイツ軍やイタリア軍と交戦して損傷したイギリス艦艇を多数受け入れており、「オライアン」と「リヴァプール」は西海岸のメア・アイランド海軍造船所で修理をおこなう。「オライオン」は1942年2月まで修理を行った。
1943年1月に地中海に戻り、イタリアでの作戦に従事した。1944年6月にはノルマンディー上陸作戦に参加したが、その後再び地中海に戻り、エーゲ海での作戦などに従事した。
1946年5月15日、軽巡洋艦「シュパーブ」とともにコルフ海峡を航行中アルバニア側から砲撃を受けた（コルフ海峡事件）。
1949年にスクラップとして売却された。